# Отторіно Квальєріні
Отторіно Квальєріні (італ. Ottorino Quaglierini, 18 травня 1915 — 26 липня 1992) — італійський академічний веслувальник.
Срібний призер Олімпійських Ігор 1936 року в складі вісімки.
Чемпіон Європи 1937 року в складі вісімки, бронзовий призер 1938 року в складі вісімки.